# York (Maine)
York ist eine Town im York County im US-Bundesstaat Maine. Im Jahr 2020 lebten dort 13.723 Einwohner in 9.049 Haushalten, in den Vereinigten Staaten werden auch Ferienwohnungen als Haushalte gezählt, auf einer Fläche von 341,3 km².

## Geographie
Nach dem United States Census Bureau hat York eine Gesamtfläche von 341,3 km², von der 141,6 km² Land sind und 199,7 km² aus Gewässern bestehen.

### Geographische Lage
York liegt im Süden des York Countys, am Atlantischen Ozean. Der Hafen von York befindet sich im Mündungsbereich des York Rivers. Auf dem Gebiet befinden sich einige Seen wie der Chases Pond und der Boulter Pond.  Mehrere Flüsse durchziehen das Gebiet. Es ist eher eben, ohne größere Erhebungen.

### Nachbargemeinden
Alle Entfernungen sind als Luftlinien zwischen den offiziellen Koordinaten der Orte aus der Volkszählung 2010 angegeben.
- Norden: Wells, 16,5 km
- Nordosten: Ogunquit, 7,4 km
- Süden: Kittery, 17,9 km
- Südwesten: Eliot, 15,0 km
- Westen: South Berwick, 14,9 km

### Stadtgliederung
In York gibt es mehrere Siedlungsgebiete: Agamenticus Village, Bald Head, Beech Ridge, Braeburn, Brixham Lower Corner, Brixham Upper Corner, Cape Neddick, Chases Pond, Cider Hill, Clay Hill, Concordville, Dover Bluff, Foristall Corners, Gulf Hill, High Pasture, Long Beach, Oceanside, Passaconway, Pavilion, Payne's Crossing, Payneton, Pine Hill, Scituate, Scotland, Seabury, Simpson Hill, South Side, Summit, York Beach, York Cliffs, York Corner, York Harbor, York Heights, York Village, York Woods.

### Klima
Die mittlere Durchschnittstemperatur in York liegt zwischen −6,1 °C (21 °F) im Januar und 20,6 °C (69 °F) im Juli. Damit ist der Ort gegenüber dem langjährigen Mittel der USA um etwa 9 Grad kühler. Die Schneefälle zwischen Oktober und Mai liegen mit bis zu zweieinhalb Metern mehr als doppelt so hoch wie die mittlere Schneehöhe in den USA; die tägliche Sonnenscheindauer liegt am unteren Rand des Wertespektrums der USA.

## Geschichte
York, zunächst als Plantation of Agamenticus (oder Acomenticus), wurde am 25. März 1636 gegründet und am 10. April 1641 organisiert. Der Name Agamenticus stammt von den Abnaki und bedeutet etwa auf der anderen Seite des Flusses.
Als Town wurde York wurde am 22. November 1652 organisiert; es ist die zweitälteste Town in Maine. Die älteste, Kittery, wurde zwei Tage zuvor organisiert. Im folgenden Jahr wurde das Old York Gaol als Gefängnis errichtet, heute das älteste englische öffentliche Gebäude in den Vereinigten Staaten. 1699 richtete Massachusetts ein Gericht ein, das zweimal im Jahr in York und zweimal im Jahr in Wells zusammentrat.
Im Jahr 1692 wurden bei dem Candlemas-Hinterhalt der Abenaki etwa 100 Einwohner durch den von den Franzosen inspirierten Vorfall getötet. Die Schlacht war ein schwerer Schlag für die Engländer während des King William’s War, dem ersten der Franzosen- und Indianerkriege.
Früh entwickelte sich York zu einem Sommerrefugium für Touristen, welches durch die Portsmouth, Dover and York Street Railway erschlossen wurde.

### Einwohnerentwicklung
| Volkszählungsergebnisse – Town of York, Maine | Volkszählungsergebnisse – Town of York, Maine | Volkszählungsergebnisse – Town of York, Maine | Volkszählungsergebnisse – Town of York, Maine | Volkszählungsergebnisse – Town of York, Maine | Volkszählungsergebnisse – Town of York, Maine | Volkszählungsergebnisse – Town of York, Maine | Volkszählungsergebnisse – Town of York, Maine | Volkszählungsergebnisse – Town of York, Maine | Volkszählungsergebnisse – Town of York, Maine | Volkszählungsergebnisse – Town of York, Maine |
| Jahr                                          | 1700                                          | 1710                                          | 1720                                          | 1730                                          | 1740                                          | 1750                                          | 1760                                          | 1770                                          | 1780                                          | 1790                                          |
| --------------------------------------------- | --------------------------------------------- | --------------------------------------------- | --------------------------------------------- | --------------------------------------------- | --------------------------------------------- | --------------------------------------------- | --------------------------------------------- | --------------------------------------------- | --------------------------------------------- | --------------------------------------------- |
| Einwohner                                     |                                               |                                               |                                               |                                               |                                               |                                               |                                               |                                               |                                               | 2900                                          |
| Jahr                                          | 1800                                          | 1810                                          | 1820                                          | 1830                                          | 1840                                          | 1850                                          | 1860                                          | 1870                                          | 1880                                          | 1890                                          |
| Einwohner                                     | 2776                                          | 3046                                          | 3224                                          | 3485                                          | 3111                                          | 2980                                          | 2825                                          | 2654                                          | 2463                                          | 2444                                          |
| Jahr                                          | 1900                                          | 1910                                          | 1920                                          | 1930                                          | 1940                                          | 1950                                          | 1960                                          | 1970                                          | 1980                                          | 1990                                          |
| Einwohner                                     | 2668                                          | 2802                                          | 2727                                          | 2532                                          | 3283                                          | 3256                                          | 4663                                          | 5690                                          | 8465                                          | 9818                                          |
| Jahr                                          | 2000                                          | 2010                                          | 2020                                          | 2030                                          | 2040                                          | 2050                                          | 2060                                          | 2070                                          | 2080                                          | 2090                                          |
| Einwohner                                     | 12854                                         | 12529                                         | 13723                                         |                                               |                                               |                                               |                                               |                                               |                                               |                                               |

## Kultur und Sehenswürdigkeiten

### Bauwerke
In York wurden mehrere Bauwerke und ein Distrikt unter Denkmalschutz gestellt und ins National Register of Historic Places aufgenommen.
- Barrell Homestead, 1976 unter der Register-Nr. 76000195.[9]
- Conant-Sawyer Cottage, 1992 unter der Register-Nr. 92000279.[10]
- Hawkes Pharmacy, 1993 unter der Register-Nr. 93001111.[11]
- Pebbledene, 1993 unter der Register-Nr. 93001110.[12]
- John Sedgley Homesteade, 1976 unter der Register-Nr. 76000192.[13]
- St. Peter's By-The-Sea Protestant Episcopal Church, 1999 unter der Register-Nr. 99000773.[14]
- Boon Island Light Station, 1988 unter der Register-Nr. 88000153.[15]
- Brave Boat Harbor Farm, 2007 unter der Register-Nr. 07001153.[16]
- Isabella Breckinridge House, 1983 unter der Register-Nr. 83000480.[17]
- Cape Neddick Light Station, 1985 unter der Register-Nr. 85000844.[18]
- John Hancock Warehouse, 1969 unter der Register-Nr. 69000029.[19]
- McIntire Garrison House, 1968 unter der Register-Nr. 68000017.[20]
- Moody Homestead, 1975 unter der Register-Nr. 75000209.[21]
- Old Schoolhouse, 1983 unter der Register-Nr. 73000247.[22]
- Old York Gaol, 1968 unter der Register-Nr. 68000016.[23]
- Robert Rose Tavern, 1975 unter der Register-Nr. 75000206.[24]
- York Cliffs Historic District, 1984 unter der Register-Nr. 84001560.[25]
- York Historic District, 1973 unter der Register-Nr. 73000249.[26]

## Wirtschaft und Infrastruktur

### Verkehr
Die Interstate 95 und parallel zu ihr der U.S. Highway 1 verlaufen in nordsüdlicher Richtung durch das Gebiet der Town. Sie werden von der Maine State Route 91 gekreuzt.

### Öffentliche Einrichtungen
Es befinden sich mehrere medizinische Einrichtungen in York.
Die York Public Library liegt an der Long Sands Road. Sie geht auf einen Vorgänger von 1799 zurück.

### Bildung
Für die Schulbildung ist in York das York School Department zuständig.
In York werden folgende Schulen angeboten:
- Village Elementary School
- Coastal Ridge Elementary
- York Middle School
- York High School

## Persönlichkeiten

### Söhne und Töchter der Stadt
- Rufus McIntire (1784–1866), Politiker
- William Batchelder Bradbury (1816–1868), Komponist
- Margaret E. Knight (1838–1914), Erfinderin
- Joseph W. Simpson (1870–1944), Politiker und  Maine State Treasurer
- Frank E. Hancock (1923–1988), Anwalt, Politiker und Maine Attorney General
- Duncan Robinson (* 1994), Basketballspieler

### Persönlichkeiten, die vor Ort gewirkt haben
- Thomas Morton (1575/1576–1646/1647) Abenteurer und Siedlerpinoier
- Emily Blackwell (1826–1910), Frauenrechtlerin
- Elizabeth Cushier (1837–1931), Ärztin und Hochschullehrerin
- William Councilman (1854–1933), Pathologe
- Helen Candee (1858–1949), Schriftstellerin, Journalistin, Feministin und Inneneinrichterin
- Bernard Wagenaar (1894–1971), Komponist
- James Erwin (1920–2005), Anwalt, Politiker und Maine Attorney General